# Wilful Peggy
Wilful Peggy ist ein US-amerikanischer Stummfilm von D. W. Griffith aus dem Jahr 1910.

## Handlung
Ein reicher Lord lernt auf dem Land das Bauernmädchen Peggy kennen. Sie bringt ihm nach anfänglicher Verweigerung eine Erfrischung und knickst linkisch vor ihm. Er ist von ihrer Natürlichkeit fasziniert und sucht sie erneut auf. Heimlich beobachtet er, wie sie einen ungeliebten Verehrer vertreibt und macht ihr einen Heiratsantrag. Obwohl Peggy ihn nicht heiraten möchte, stimmt ihre Mutter sie um. Peggy weint kurz vor der Hochzeit.
Sie zieht in das Herrenhaus des Lords und nimmt kurz nach der Hochzeit an ihrer ersten großen Gesellschaft teil. Hier lernt sie auch den Neffen des Lords kennen, der mit ihr flirtet. Im langen Kleid stellt sich Peggy auf dem Gartenempfang sehr ungeschickt an, stolpert und fällt und wird von den umstehenden Gästen ausgelacht. Sie flüchtet sich in das Herrenhaus, wo der Neffe ihr beisteht. Er bringt ihr Männerkleider und beide fliehen schließlich zu Pferd. Sie kehren in einem Inn ein.
Im Herrenhaus bemerkt der Lord das Fehlen seiner Frau und erkennt, dass sie mit seinem Neffen geflohen ist. Er folgt beiden zum Inn. Hier ist der Neffe inzwischen zudringlich geworden und Peggy weist ihn rabiat in seine Schranken und verfolgt ihn am Ende mit einem Stuhl bewaffnet durch den Schankraum. Der Neffe versteckt sich und der hinzukommende Lord sieht, dass Peggy sich selbst zu helfen weiß. Die wiederum erkennt, dass sie ihren Mann liebt. Sie kehrt ins Herrenhaus zurück, bittet den Lord um Vergebung und der verzeiht ihr.

## Produktion
Wilful Peggy, alternativer Titel Fitful Peggy, basiert auf Frances Mary Peards Geschichte The Country Cousin aus dem Jahr 1889. Die Handlung spielt im Irland des 18. Jahrhunderts.
Der Film wurde unter der Regie von D.W. Griffith vom 19. bis 22. Juli 1910 im New Yorker 14th Street Studio sowie in Cuddebackville, New York, gedreht und am 25. August 1910 veröffentlicht. Der Film, der von der Biograph Company produziert wurde, war 997 Fuß (ein Reel) lang. Es haben sich Kopien des Films im Mary Pickford Institute for Film Education erhalten.
Der New York Dramatic Mirror sammelte für seine Mirror Merit List 1910 die besten Filme des Jahres, wobei Zuschauer ihre Stimme für den besten Film abgeben durften. Jeder Film mit mehr als 25 Stimmen wurde in die Liste aufgenommen. Wilful Peggy war noch Ende November 1910 der einzige Film, der mehr als 25 Stimmen erhalten hatte (34 Stimmen). Am 7. Dezember führte der Film mit 48 Stimmen vor Ramona (37 Stimmen) und All on Account of the Milk (28). Mit 250 verkauften Kopien war Wilful Peggy ein großer Publikumserfolg, der Hauptdarstellerin Mary Pickford zu einer Gehaltserhöhung verhalf.

## Kritik
Biograph bewarb den Film als „eine höchst entzückende romantische Komödie“ („a most delightful romantic comedy“). Die Kritik nannte Wilful Peggy ein „dainty biograph subject […] and it pleases everyone who sees it.“ The New York Dramatic Mirror lobte das Spiel von Mary Pickford: „Peggy ist großartig. Die Schauspielerin, die die eigensinnige Dame dieses Films verkörperte, war vom Geist der Heldin durchdrungen und vergaß sich selbst keine Sekunde lang.“ („Peggy is splendid. The actress who impersonated the wilful lady of this film was thoroughly imbued with the spirit of the heroine, and not for a second did she forget herself.“) Auch die anderen Darsteller des Films, bis hin zu kleinen Nebenrollen, seien sehr gut.